# Наваби Бенгалії
Наваби Бенгалії — спадкові наваб-субадари, Бенгальської суби за часів могольського правління, які від 1717 року фактично були незалежними правителями.

## Історія
Від 1717 до 1880 року Бенгалією послідовно правили три ісламські династії: Насірі, Афшар і Наджафі.
Перша з них правила до 1740 року. Засновником династії був Муршид Кулі-хан, якого у дитинстві викупив могольський дворянин, а згодом він вступив на службу до імператора Аурангзеба, де зробив блискучу державну кар'єру. Його спадкоємцями були зять і онук. Після загибелі останнього відбулась заміна панівної династії.
Представники династії Афшар правили від 1740 до 1880 року. Їх замінила династія Наджафі, представники якої також спочатку були самостійними правителями, але після загибелі Сіраджа-уд-Даули у битві при Плессі 1757 року наваби Бенгалії потрапили під вплив британської адміністрації.

## Список навабів Бенгалії
| Ім'я                      | Роки правління | Зображення |
| ------------------------- | -------------- | ---------- |
| Муршид Кулі-хан           | 1707–1727      |            |
| Шуджа-уд-дін Мухаммад-хан | 1727–1739      |            |
| Сарфараз-хан              | 1739–1740      |            |
| Аліварді-хан              | 1740–1756      |            |
| Сірадж-уд-Даула           | 1756–1757      |            |
| Мір Джафар                | 1757–1760      |            |
| Мір Касім                 | 1760–1763      |            |
| Мір Джафар                | 1763–1765      |            |
| Наджмуддін Алі-хан        | 1765–1766      |            |
| Наджабат Алі-хан          | 1766–1770      |            |